# Wellpark Brewery
Wellpark Brewery, es una cervecería ubicada en el barrio de East End en Glasgow, Escocia. Fue fundada en 1740 por los hermanos Hugh y Robert Tennent. Actualmente es propiedad de la empresa C&C Group, cuando esta compró en 2009 a la filial Tennent Caledonian Breweries de la compañía  Anheuser-Busch InBev (conocida anteriormente como InBev).
La empresa es más conocida por la fabricación de la Tennent Lager, la cerveza tipo Lager líder en Escocia desde que se produjo por primera vez en 1885.

## Historia
Wellpark Brewery fue originalmente conocido como la Cervecería Drygate. Fue fundada como H & R Tennent en 1740 en el puente de Drygate, cerca de la catedral de Glasgow, por Hugh y Robert Tennent. Los hijos de Hugh Tennent, John y Robert, continuaron el negocio familiar, el comercio como J & R Tennent en 1769. El negocio se expandió en la década de 1790 cuando la familia Tennent compró la cervecería vecina de William McLehose, cambiando casi 5 hectáreas (20.000 m²) al sitio de Wellpark Brewery.
La empresa originalmente elaborada cervezas de exportación robustas y fuertes. A mediados del siglo XIX, J & R Tennent era el mayor exportador de cerveza embotellada en el mundo. Robert Tennent murió en 1826 y John Tennent en 1827. Hugh Tennent (el hijo mayor de Robert), asumió el control del negocio. Hugh Tennent se retiró en 1855, y su quinto hijo, Charles Tennent, tomando el control, pero murió en 1864, algunos meses antes de que su padre. La cervecería fue operada posteriormente por los hijos de Charles Tennent, Hugh y Archibald.
En 1884 Hugh Tennent tomó el control de la empresa y en 1885 se produjo la primera cerveza lager Tennent. Más tarde se construyó una nueva fábrica de cerveza lager en el sitio de Wellpark, que se inició en 1889 y terminó en 1891. J & R Tennent produjo su primera cerveza de barril para dispensador en 1924, su primera cerveza en lata en 1935 y la primera cerveza de barril en 1963.

## Cervezas

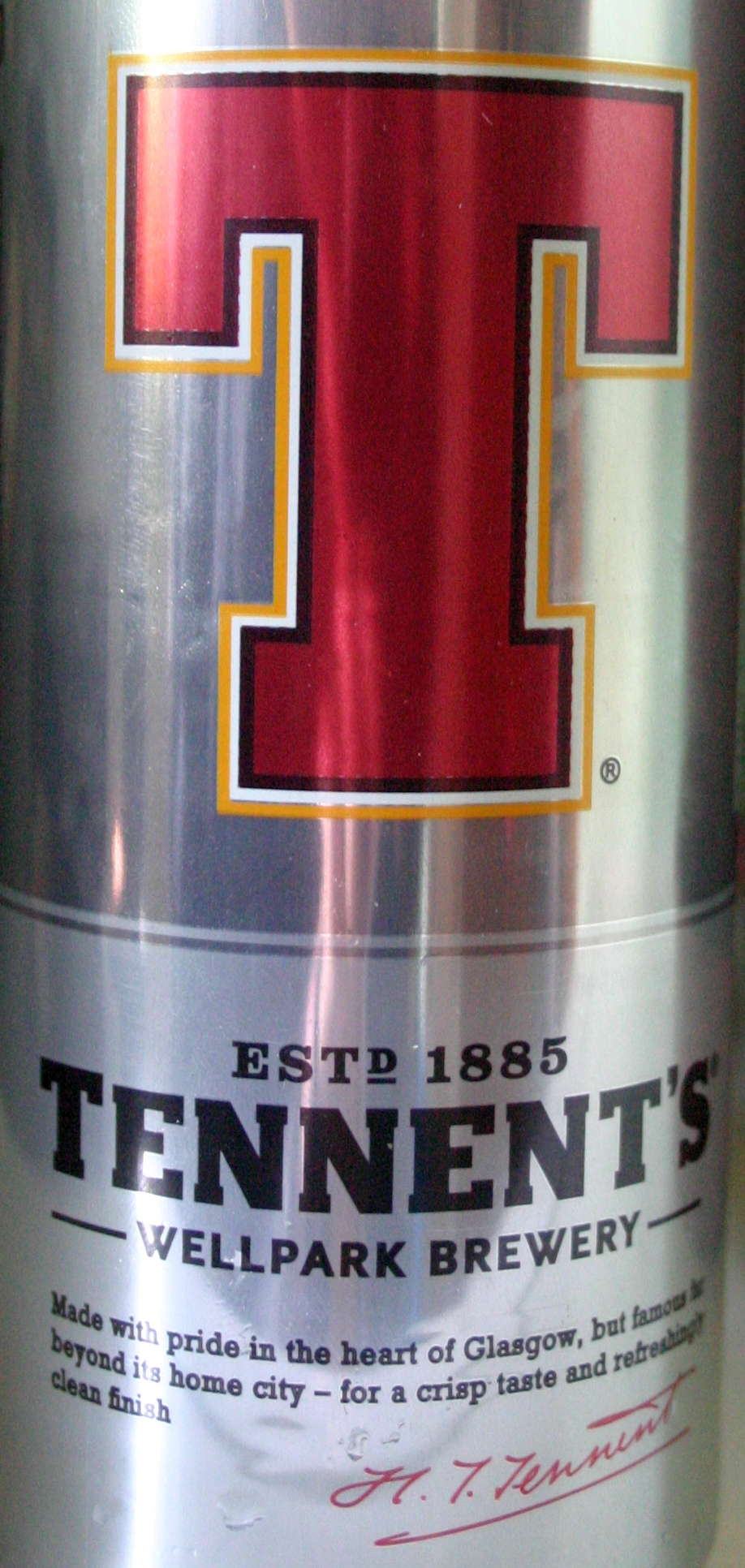
Lata de una cerveza Tennent's

La Tennent's Lager es la cerveza más vendida en Escocia, ya que esta cubre aproximadamente 60% del mercado de cerveza en Escocia. La cerveza fue elaborada por primera vez en 1885 y en 1893, ganó el premio más alto de la Exposición Mundial Colombina de Chicago. Además, la Tennent's Lager está aprobada por la Sociedad Vegetariana como adecuada para los vegetarianos.

### Marcas producidas
- Tennent's Lager
- Tennent's Special
- Tennent's Ember
- Tennent's Extra
- Tennent's Light Ale
- Tennent's Super
- Sweetheart Stout
- Tennent's Original Export
- Caledonia Best
- Helden Bräu Super